# إيفان سترينيتش

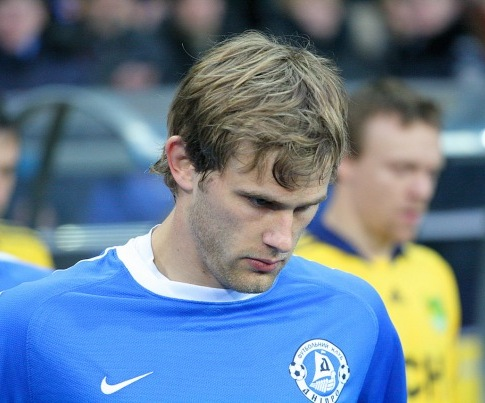

إيفان سترينيتش (بالكرواتية: Ivan Strinić) (مواليد 17 يوليو 1987 في سبليت، كرواتيا) لاعب كرة قدم كرواتي يجيد اللعب في مركز الظهير الأيسر ويلعب حاليا في إيه سي ميلان الإيطالي منذ 2018.